# 勞雷爾 (紐約州)
勞雷爾（英語：Laurel）是位於美國紐約州薩福克縣的普查規定居民點。

## 人口
根據2020年美國人口普查的數據，勞雷爾的面積為7.96平方千米，當中陸地面積為7.77平方千米，而水域面積為0.19平方千米。當地共有人口1495人，而人口密度為每平方千米187.81人。